# Miletus gigantes
Miletus gigantes är en fjärilsart som beskrevs av De Nicéville 1895. Miletus gigantes ingår i släktet Miletus och familjen juvelvingar. Inga underarter finns listade i Catalogue of Life.